# Aljaž Laharnar
Aljaž Laharnar (Tolmino, 6 novembre 1987) è un giocatore di calcio a 5 sloveno.

## Carriera
All'inizio della carriera, Laharnar ha fatto parte, senza mai debuttare, della nazionale Under-21 slovena dalla quale è stato convocato nel 2008 per il campionato europeo di categoria.